# Carl Olof Cronstedt
Carl Olof Cronstedt senior (né le 3 octobre 1756 à Puotila – mort le 7 avril 1820 à Helsinki) est un vice-amiral des forces navales de Suède.

## Biographie
Carl Olof Cronstedt nait au manoir de Puotila qui fait maintenant partie d'Helsinki.
Ses parents sont Johan Gabriel Cronstedt and Hedvig Juliana Jägerhorn af Spurila.
Il rejoint l'armée suédoise en 1765 et est nommé lieutenant en 1773 puis lieutenant colonel en 1778.
En 1776–1779, Cronstedt sert dans les forces navales britanniques.
Il est nommé commandant de la flotte de l'archipel suédois pendant la guerre russo-suédoise de 1788-1790.
En 1790, c'est en grande partie grâce à Cronsted que la marine suédoise vaincra la marine impériale russe lors de la Bataille de Svensksund.
Le 9 avril 1801, Cronstedt est nommé vice-amiral de la flotte suédoise et commandant de la base navale de Karlskrona.
À la suite d'une querelle avec Gustave IV Adolphe, il est muté hors de Stockholm comme commandant de Viapori.
Durant la guerre de Finlande, le 3 mai 1808, la forteresse Viapori, commandée par Cronsted, se rend aux forces russes.
Cronsted se retire alors dans le manoir d'Herttoniemi.
Il est inhumé au cimetière de l'église Saint-Laurent de Vantaa.